# Liste ostpreußischer Schriftsteller
Die Liste ostpreußischer Schriftsteller verzeichnet diejenigen Autoren, die in Ostpreußen geboren sind und sich als Dichter (nicht als Historiker) mit Geschichte und Kultur der untergegangenen Provinz auseinandergesetzt haben. Für den polnischen Germanisten Hubert Orłowski beginnt „ostpreußische Literatur“ erst in den 1860er Jahren. Damit erstreckte sie sich auf 90 Jahre.

## Liste

### A
- Walter Adamson
- Johanna Ambrosius
- Richard Anders
- Annemarie in der Au

### B
- Dora Eleonore Behrend
- Leni Behrendt
- Johannes Bobrowski
- Carl Friedrich von der Borg
- Martin A. Borrmann
- Katarina Botsky
- Wilhelm Brindlinger
- Paul Brock
- Alfred Brust
- Hansgeorg Buchholtz
- Otto Boris

### D
- Simon Dach
- Christian Donalitius

### E
- Tamara Ehlert

### F
- Bernhard Fisch
- Hermann Frischbier
- Laura Frost
- Max Fürst

### G
- Ruth Geede
- Kurt Gerdau
- Marion Gräfin Dönhoff
- Ferdinand Gregorovius

### H
- Johann Georg Hamann
- Walther Harich
- Johann Gottfried Herder
- Theodor Gottlieb von Hippel der Ältere
- E. T. A. Hoffmann
- Arno Holz

### J
- Frieda Jung

### K
- Martin Kakies
- Christoph Kaldenbach
- Alfred Karrasch
- Charlotte Keyser
- Hans Hellmut Kirst
- Esther Knorr-Anders
- Adda von Königsegg
- Willy Kramp
- Erwin Kruk
- Fritz Kudnig

### L
- Alfred Lau
- Rolf Lauckner
- Hans von Lehndorff
- Siegfried Lenz
- Fanny Lewald
- Helga Lippelt
- Hedwig von Lölhöffel
- Robert Lutkat

### M
- Frieda Magnus-Unzer
- Horst Michalowski
- Kurt Mickoleit
- Agnes Miegel
- Helmut Motekat (Literaturhistoriker)

### N
- Rudolf Naujok
- Karl Nietzki

### O
- Erminia von Olfers-Batocki

### P
- Gertrud Papendick
- Hans Parlow
- Ludwig Passarge
- Hans Jürgen Press

### Q
- August Quednau

### R
- Wilhelm Reichermann
- Hildegard Rauschenbach

### S
- Walter von Sanden-Guja
- August Schukat
- Walter Scheffler
- William von Simpson
- Eva Maria Sirowatka
- Fritz Skowronnek
- Richard Skowronnek
- Herbert Somplatzki
- Wilhelm Steputat
- Clara Sudermann
- Hermann Sudermann
- Arno Surminski

### W
- Ernst Wichert
- Ernst Wiechert
- Johanna Wolff
- Charlotte Wüstendörfer